# Totenschilde (Hochkirchen)

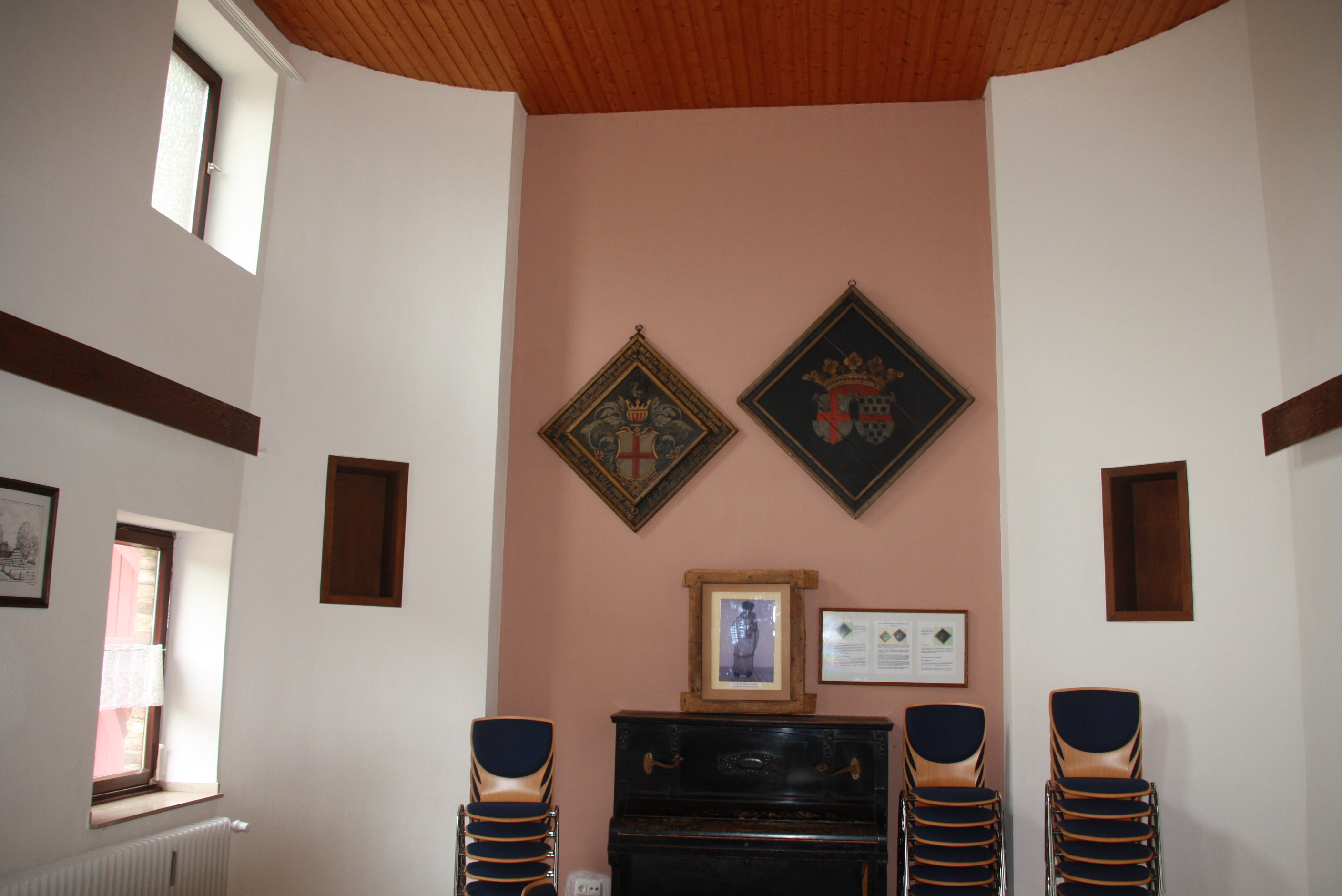
Die Totenschilde im Steinfelderhof

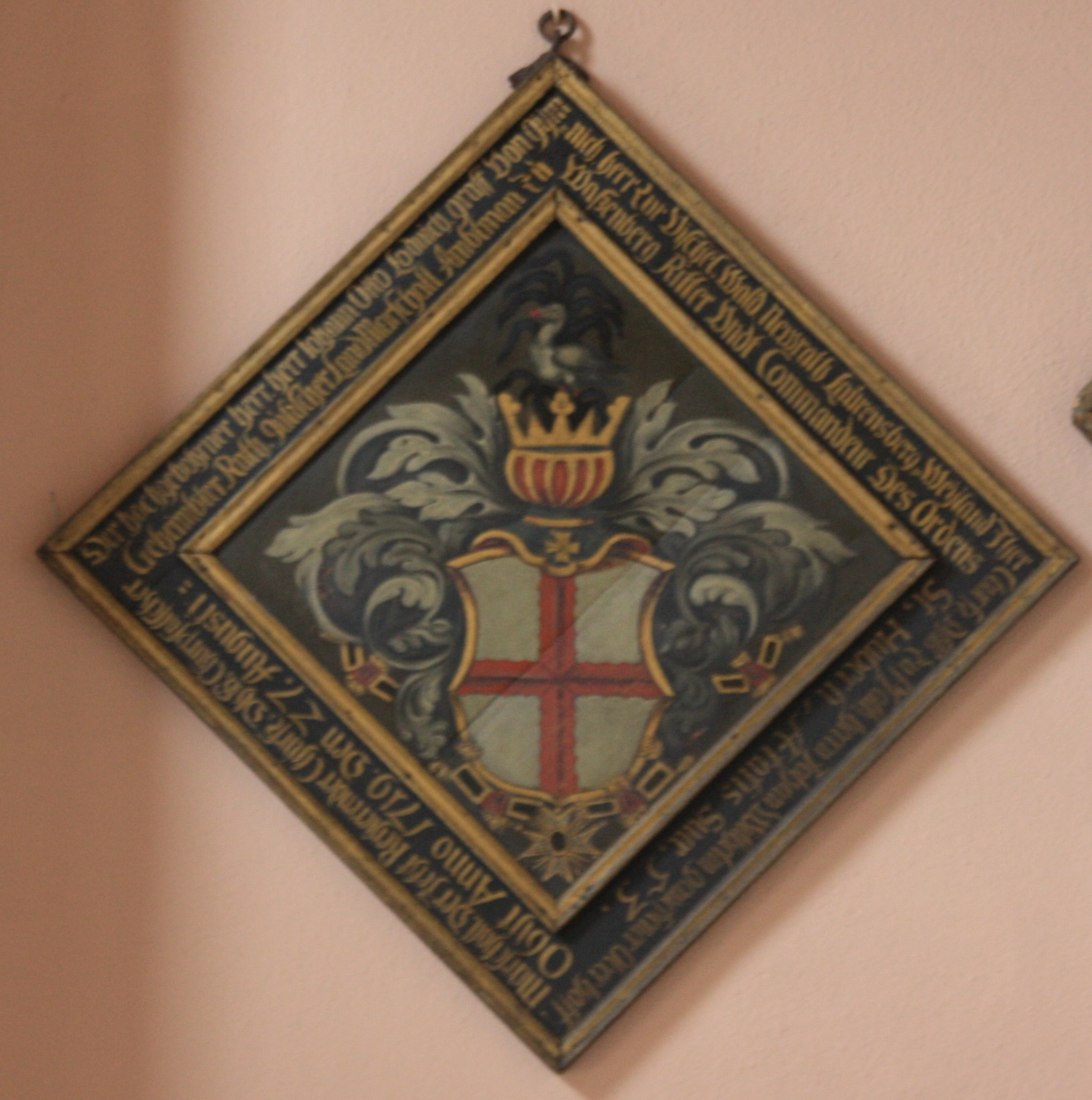
Totenschild 1

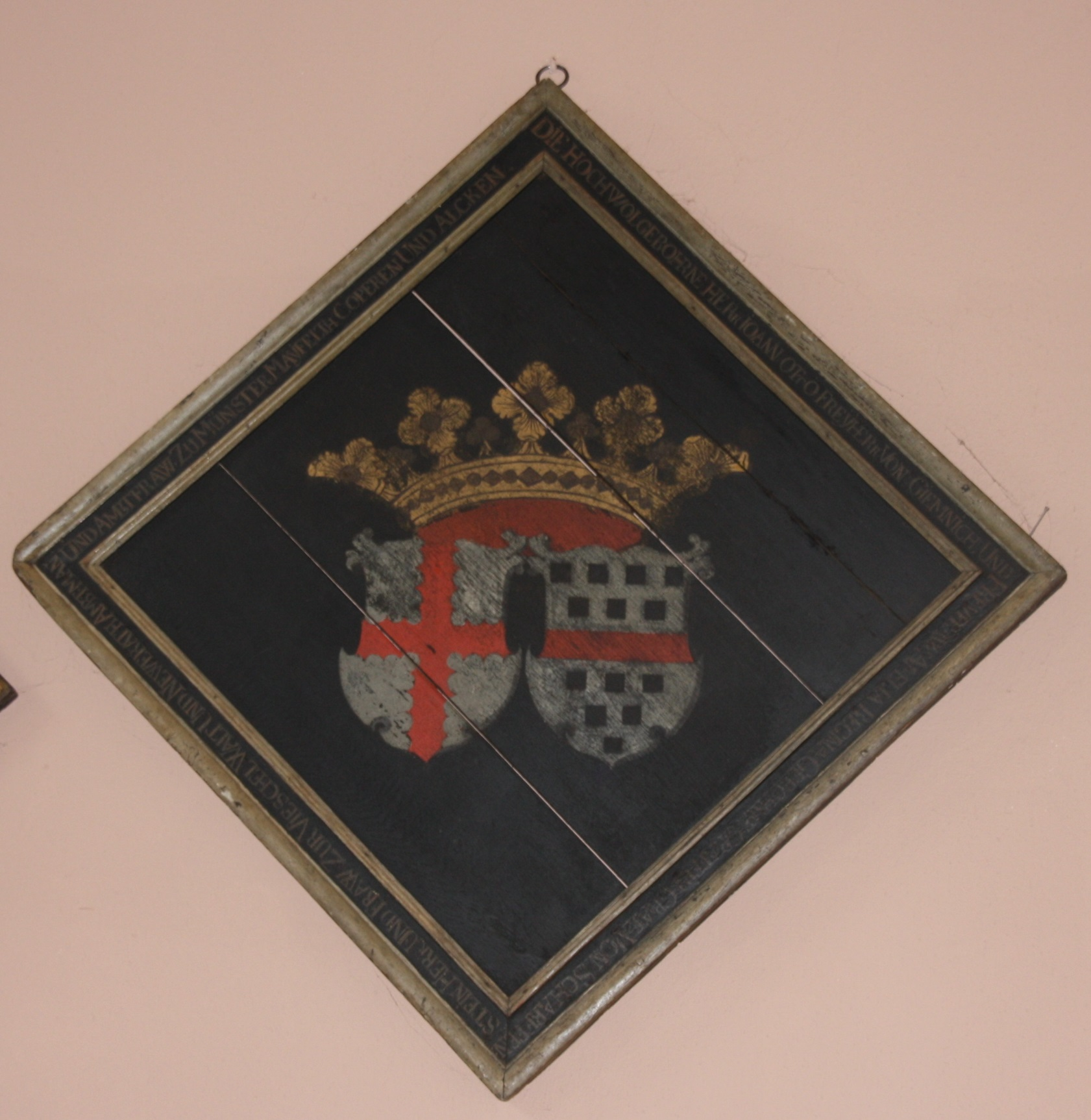
Totenschild 2

Zwei Totenschilde aus dem 17. Jahrhundert hängen im Steinfelderhof in Hochkirchen, Gemeinde Nörvenich.
Ein Totenschild ist eine Totengedenktafel für einen männlichen Verstorbenen aus dem Adel oder dem ratsfähigen Bürgertum. In einer Kirche oder Kapelle aufgehängt, erinnert sie in heraldischen Formen durch Wappen und Inschrift an den Toten. Der Brauch hatte seine Blütezeit im 16. Jahrhundert und verlor sich allmählich in den folgenden zweihundert Jahren.
St. Viktor war die Pfarrkirche für das schon im 15. Jahrhundert genannte Kirchspiel Hochkirchen, bestehend aus den Orten Hochkirchen, Irresheim, Eggersheim, Dorweiler, Poll sowie aus Teilen von Nörvenich, nämlich der Burgstraße, Am Kreuzberg, der Oberbolheimer Straße, der Vogelgasse, dem Marktplatz (außer Nr. 2 und 4) und der Zülpicher Straße (linke Straßenseite von Ecke Marktplatz bis Ecke Kirchgasse). Die Straßen in Nörvenich kamen später zur dortigen Pfarre St. Medardus. Also gehörte die damalige Gymnicher Burg (heute Schloss Nörvenich) mit der damaligen Adresse Burgstr. 13, zum Kirchspiel Hochkirchen.
Am 29. August 1719 wurde der zwei Tage zuvor in Düsseldorf verstorbene Freiherr Johann Otto Ludwig von Gymnich in der Gruft vor der Sakristei in der Pfarrkirche beerdigt.
Über dem Grab wurde ein Totenschild angebracht, der sein Wappen trägt und in der Umschrift Namen, Titel und Auszeichnungen, sowie Alter und Sterbedatum verkündet. Der Totenschild hängt heute neben einem Totenschild für seinen Vorfahren Johann Otto von Gymnich und dessen Ehefrau, die im 17. Jahrhundert in Hochkirchen beerdigt wurden.
Die Ehefrau des zuerst genannten Johann Otto Ludwig von Gymnich ist ebenfalls in der freiherrlichen Gruft beigesetzt worden, sie hat der Pfarre großzügige Stiftungen gemacht:
Die Umschrift um den Totenschild 1 lautet:

„Der hochgebohrener herr, herr Johan Otto Loduich graff von Gymnich, herr Zur Vischell, Wald, Newrath, Laurensberg, Weyland Ihrer Churf. Dchl. Zu Pfalz, heran Johan Wilhelm gewesener Oberzoff Marschall, Der jetzt Regierender Churf. Dchl. Churpfelscher Geheimbter Rath, Jülicher Land-Marschall Ambtmann zu Waßenberg, Ritter und Commandeur Des Ordens St. Huberti, Atatis suae 53.
Obilt Anna 1719, Den 27. August“

Das heißt in heutiger Sprache:
Der hochgeborene Herr Johann Otto Ludwig, Freiherr von Gymnich, Herr zu Vischell, Wald, Neurath und Laurensberg, ihrer kurfürstlichen Durchlaucht zu Pfalz, Herrn Johann Wilhelm, gewesener Oberhofmarschall, der jetzt regierender kurpfälzischen kurfürstlichen Durchlaucht Geheimer Rat Jülicher Landmarschall, Amtmann zu Waßenberg, Ritter und Kommandeur des St. Hubertus-Ordens, starb am 27. August 1719 im Alter von 53 Jahren.
Der Totenschild 2 ist für Johann Otto Freiherr von Gymnich und seine Ehefrau Gräfin Amelia Regina Cratz von Scharffenstein. Der Schild trägt keine Lebensdaten. Die Eheleute haben im 17. Jahrhundert gelebt. Im Hochkirchener Sterbebuch sind sie nicht verzeichnet.
Die Umschrift lautet:

„Die Hochwohgebohrene Herr Johann Otto Freyherr von Giemnich und Freyfraw Amelia Regina Gebohrne Graffin Cratz von Scharffenstein Herr und Fraw zur Vieschel Wald und Newrath Amtmann und Amtfraw zu Münstermeyfelth Copern und Alken.“

Das heißt in heutiger Sprache:
Die hochwohlgeborenen: Herr Johann Otto Freiherr von Gymnich und die Freifrau Amelia Regina Gräfin Cratz von Scharffenstein, Herr und Frau zu Vischel, Wald und Neurath, Amtmann und Amtfrau zu Münstermaifeld, Copern und Alken.